# 特南綠地站
特南綠地站（英語：Turnham Green tube station）是英國倫敦地鐵的一個車站，位於倫敦西部豪恩斯洛區的奇斯威克。特南綠地站是區域線和皮卡迪利線的跨月台轉車站，但目前皮卡迪利線的列車現在一般只在首班車和末班車才會停靠特南綠地站。特南綠地站位於倫敦第2及第3收費區交界。車站開通於1869年1月1日。

## 外部連結
- . Photographic Archive. London Transport Museum.   [2016-02-28]. （原始内容存档于2017-01-14）.
  - Turnham Green station, circa 1911
  - Turnham Green station, 1934
  - Booking Hall, 1939
  - Booking Hall, 1965